# Autumn Leaves (Band)
Autumn Leaves war eine dänische Melodic-Death-Metal-Band aus Ribe.

## Bandgeschichte
Die Band wurde 1992 als „Decrial“ gegründet und nahm unter dem Namen die Demo Desires Unfold auf. Schließlich als Autumn Leaves und mit fester Besetzung wurde das zweite Demo Hope Springs Eternal produziert. Es folgte ein Plattenvertrag mit Serious Entertainment und zwei Jahre später das Debütalbum Embraced by the Absolute. Das zweite Album As Night Conquers Day erschien 1999. Autumn Leaves trennte sich 2001. Flemming C. Lund wurde Gitarrist von Invocator, außerdem gründete er zusammen mit Boris Tandrup Scavenger, die sich bald in The Arcane Order umbenannten.

## Stil und Rezeption
Auf dem ersten Album Embraced by the Absolute spielte Autumn Leaves recht brutalen, technischen Death Metal, der auf der zweiten CD etwas melodischer ausfiel. Die Texte behandeln Paganismus. Der All Music Guide hebt hervor, dass Autumn Leaves typische Themen mit „für das Genre ungewöhnlicher Scharfsinnigkeit“ (Ed Rivadavia im All Music Guide) beschreibt. Die Band konnte ihre Bekanntheit über Dänemark hinaus auch auf das europäische Festland ausdehnen. Sie wird häufig mit typischen Bands des Göteborger Metal verglichen.

## Diskografie
- 1993: Desires Unfold (Demo)
- 1995: Hope Springs Eternal (Demo)
- 1997: Embraced by the Absolute
- 1999: As Night Conquers Day